# La Libertad (El Salvador)
La Libertad es un distrito del municipio de La Libertad Costa en el departamento de La Libertad, El Salvador. Tiene una población de 44 761 habitantes según el censo salvadoreño de 2024. La ciudad es también conocida como Puerto de La Libertad o simplemente como El Puerto, principalmente por los habitantes del Área metropolitana de San Salvador. La economía de la población está basada en la agricultura y, en mayor medida, en el sector servicios, turismo y la pesca. La Libertad destaca por ser uno de los lugares de ocio y diversión playera más preferidos por los capitalinos salvadoreños, debido a su cercanía y a que desde la segunda mitad del siglo XIX se convirtió en el puerto más cercano a la ciudad de San Salvador. Esto ha permitido que la localidad experimente un auge en bares, centros comerciales, hoteles y restaurantes de comida marina, todo, ubicado atractiva y estratégicamente a la orilla de la playa. 
| Censo | Población | Cambio | Porcentaje |
| ----- | --------- | ------ | ---------- |
| 2007  | 35 997    | N/D    | N/D        |
| 2024  | 44 761    | 8 764  | 24.3%      |

## Historia
Esta zona fue mencionada por el religioso Pedro Cortés y Larraz el año 1770, como la "hacienda Tepehaua", una de las más importantes de la parroquia de San Jacinto. De hecho, la región era conocida como "rada de Tepehaua", antes de ser habilitada por el Congreso de la República Federal de Centro América como Puerto de La Libertad el 24 de febrero de 1824. El mismo parlamento lo autorizó para el comercio exterior en el litoral del océano Pacífico en 1831. El primer buque de vapor arribó el 7 de junio de 1857.
El 19 de julio de 1858, la localidad fue erigida como pueblo por Decreto Ejecutivo, siendo aprobado por el congreso el 11 de febrero del siguiente año. Su erección como municipio se debió a la excesiva dependencia de Huizúcar, que se localizada a una distancia considerable, y a la cual se comunicaba por caminos en mal estado. 
Pasó a formar parte del departamento de La Libertad el 28 de enero de 1865, y para 1869 tenía una población de 266 habitantes. El 4 de mayo de 1867, el gobierno salvadoreño realizó el contrato para la construcción de un muelle de hierro que fue inaugurado el 7 de octubre de 1869. Antes de esa fecha el desembarco se hacía por lanchones asegurados con andarivel. Asimismo, la línea telegráfica entre San Salvador y el puerto fue inaugurada el 27 de abril de 1870. 
En el 7 de julio de 1886, el señor don Alonso Ahuja fue tenido como Vicecónsul de España en el puerto de La Libertad por el gobierno provisional del general Francisco Menéndez.
Obtuvo el título de villa el 10 de marzo de 1874. 
En 1877 el gobierno del presidente Rafael Zaldívar celebró una contrata de 7,000 pesos con el comerciante francés don Timoleón Figeac en que quedó comprometido el señor Figeac, en el plazo de un año, a colocar una cañería de hierro que desde el río de Chilama hasta la plaza y muelle del puerto suministre agua para el consumo de la población y a los buques.
A las 9 de la mañana del 8 de junio de 1894, hubo un enfrentamiento entre tropas revolucionarias y tropas que defendían al general Antonio Ezeta. El USS Bennington estaba anclado en el puerto desde mediados de mayo; de acuerdo al cónsul de los EE. UU. Alexander Lyon Pollock, tropas del cuerpo de Marines entraron al puerto y "salvaron el pueblo de destrucción." El general Antonio Ezeta recibió asilo en el USS Bennington. El gobierno provisional intentó que entregaran a Ezeta por medio de comunicaciones diplomáticas al gobierno estadounidense, pero al final el Bennington salió del puerto en el 25 de julio con Ezeta en camino a San Francisco, California.
Obtuvo el título de ciudad el 23 de agosto de 1957.

## Información general
El distrito cubre un área de 162 km² y la cabecera tiene una altitud de 10 m s. n. m. Las fiestas patronales se celebran en el mes de diciembre en honor a la Inmaculada Concepción. Inician el 30 de noviembre a nivel religioso, pero a nivel civil inician el primero de diciembre. El gran carnaval bailable se realiza en las vísperas de la solemnidad. En los últimos años, y sobre todo en los años, 2018 y 2019 sus fiestas patronales se han vestido de gala con el segundo carnaval más grande de El Salvador, solo por debajo del carnaval de San Miguel. Para ese día, no se encuentra ni una sola cuadra sin personas, todas están abarrotadas por los mismos porteños, capitalinos y personas del interior del país que llegan a disfrutar de su buen ambiente hasta el amanecer con los mejores grupos y discos nacionales e internacionales.
El topónimo Tepehahua tiene los significados de "El cerro de los encinos" o "Los ahuas del cerro o de la montaña".

## Turismo
El Puerto de La Libertad es uno de lo destinos turísticos más representativos de este país. Posee un Complejo Turístico que incluye un malecón, restaurantes y anfiteatro, aparte del pequeño comercio de mariscos y artesanías ubicados en el viejo muelle. El inicio de la construcción de la primera fase de la obra fue inaugurada el 6 de enero de 2006, y completada en su totalidad a principios de 2010. Igual se encuentra Sunset Park que es un parque de diversiones donado por la República Popular China e inaugurado en 27 de agosto de 2022 por el presidente Nayib Bukele. Al igual que se construye un segundo muelle igualmente donado por la República Popular China que se espera sea inaugurado pronto.
En el distrito también se localizan la playa El Tunco, entre muchas más. Asimismo, entre las áreas naturales destaca el Parque Nacional Walter Thilo Deininger.

La Libertad, El Salvador
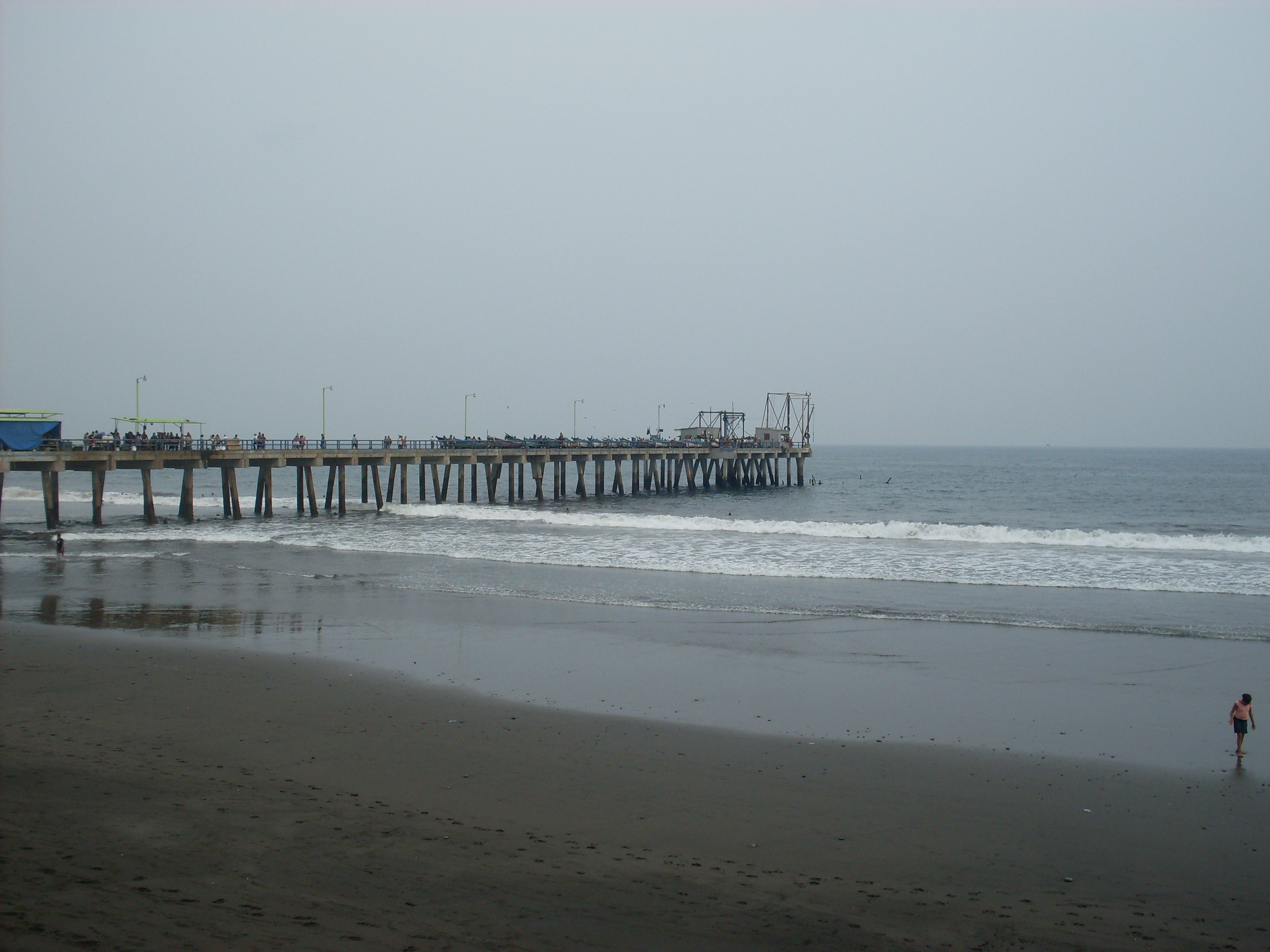
Panorámica del muelle.
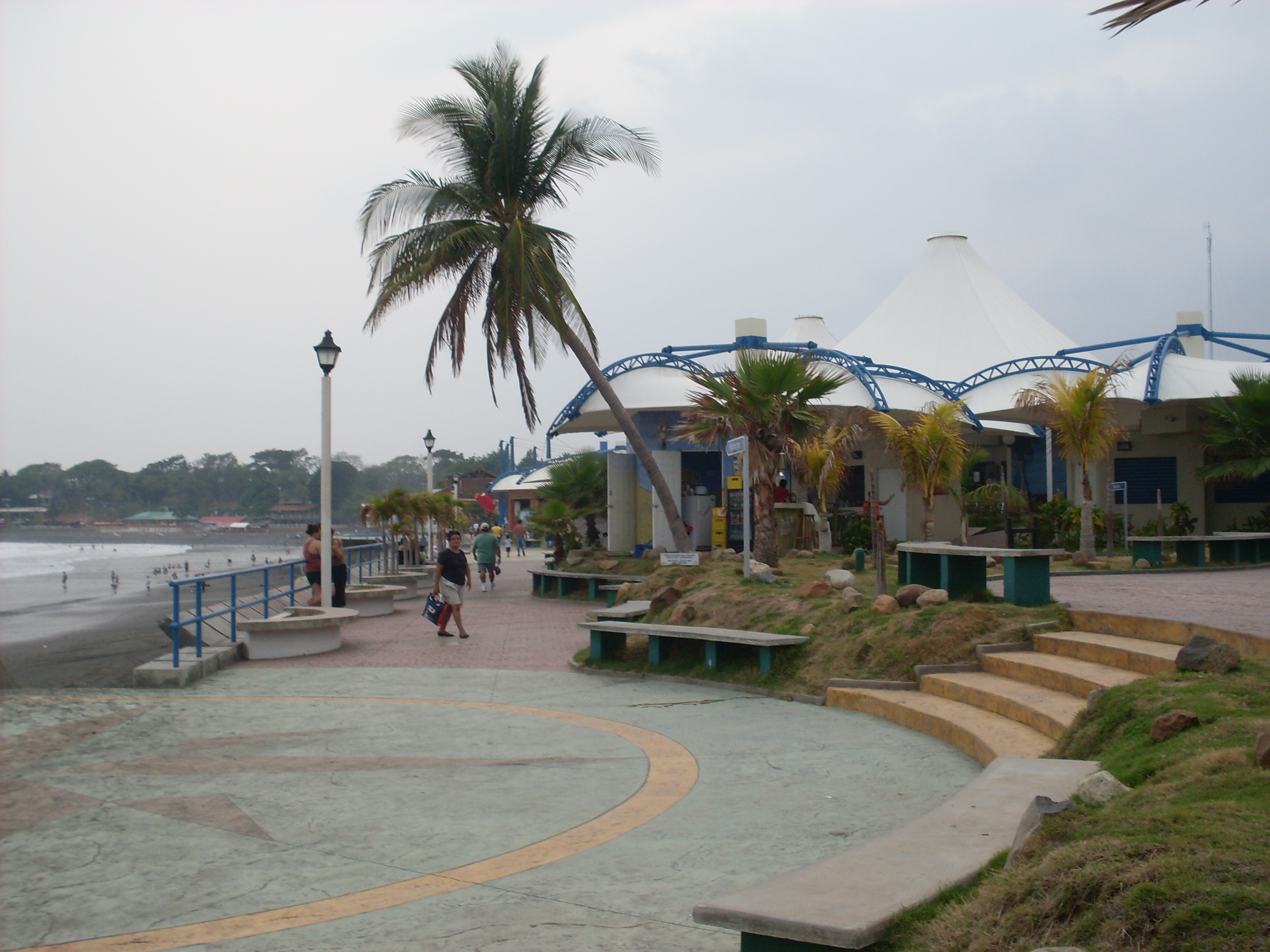
Malecón del Complejo Turístico.
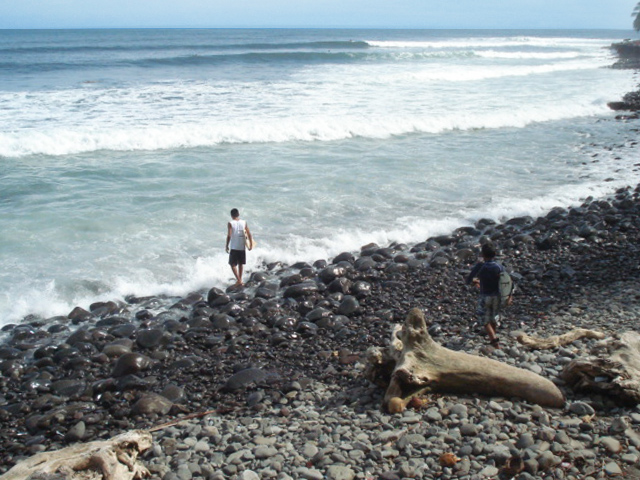
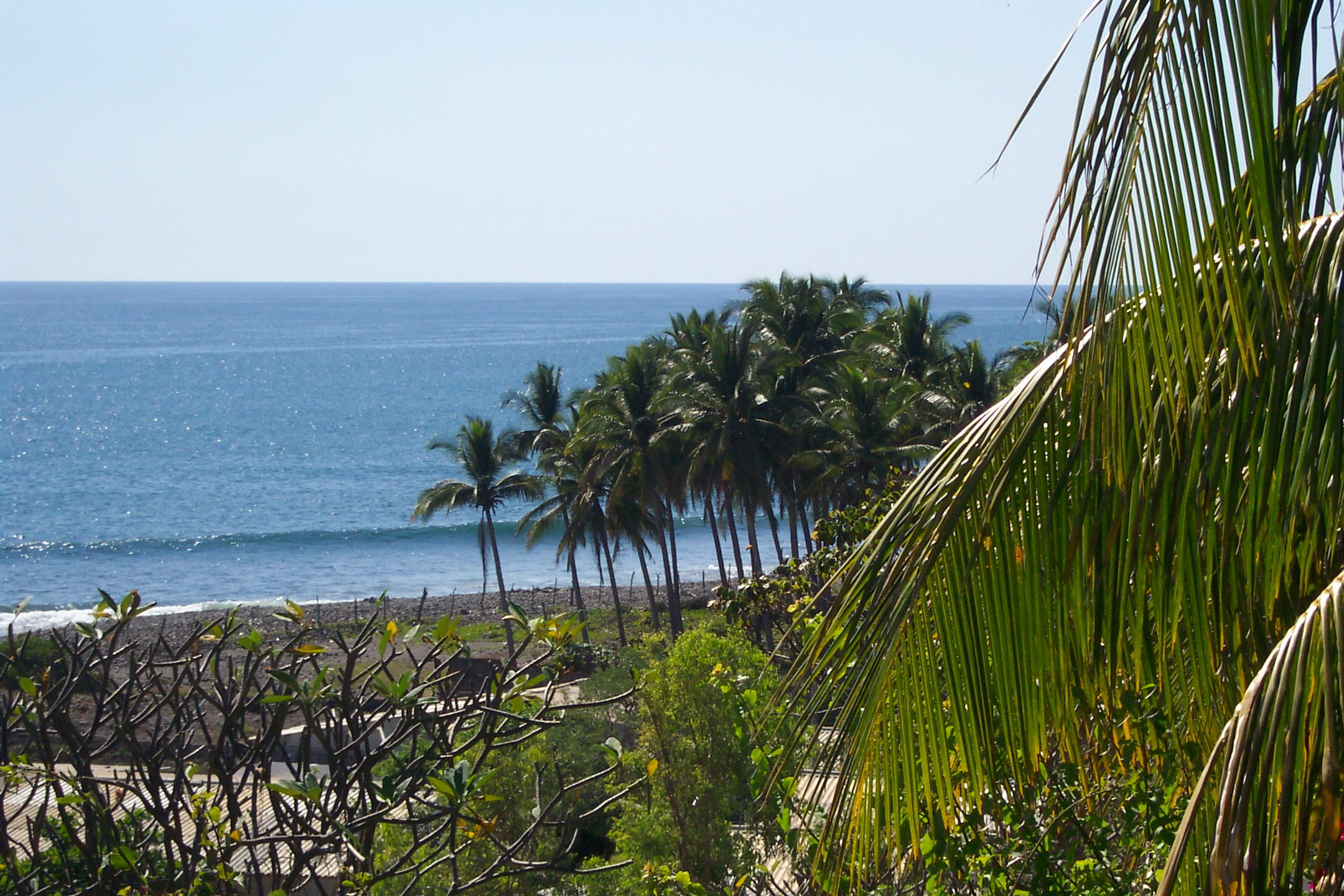
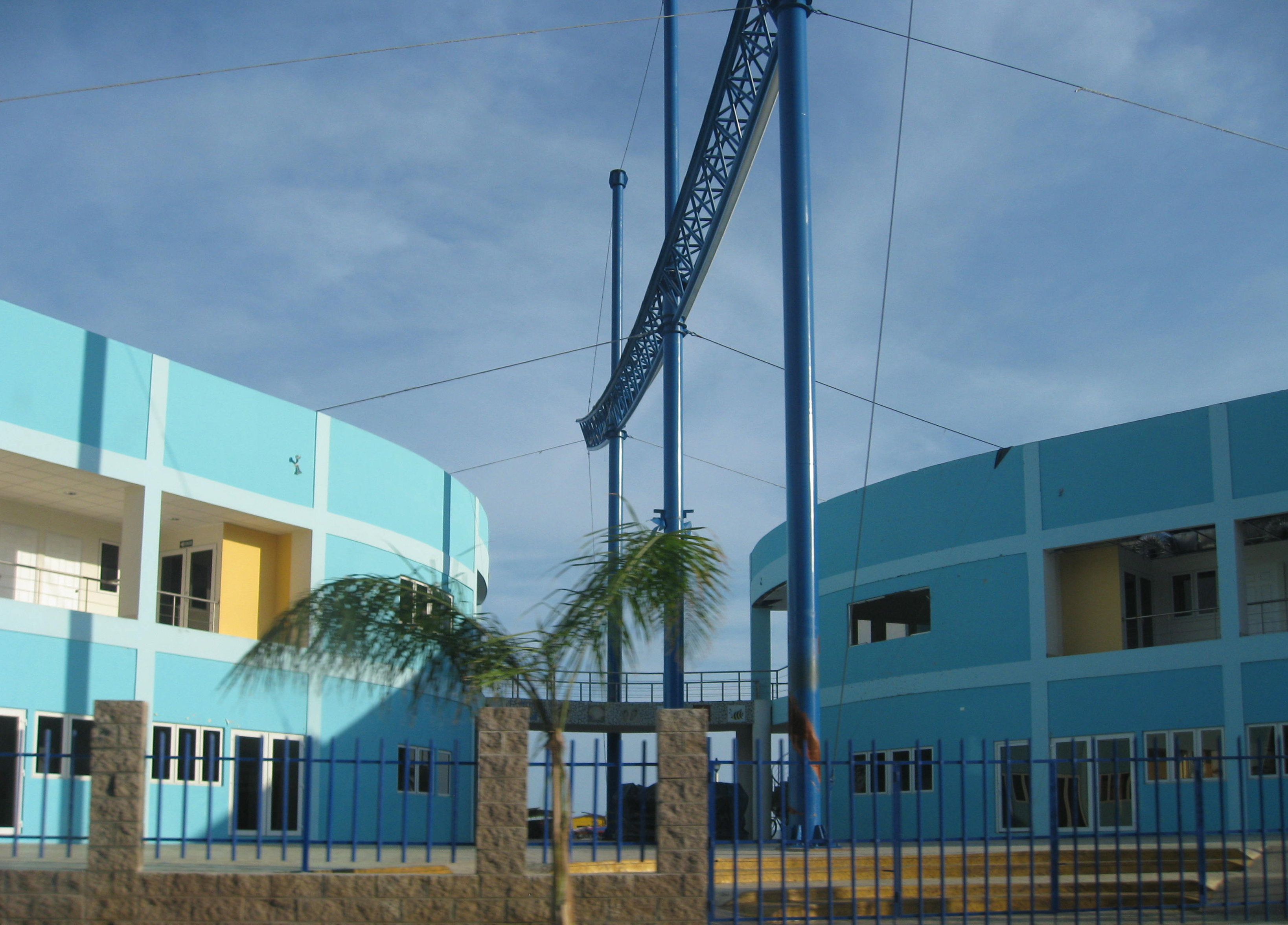
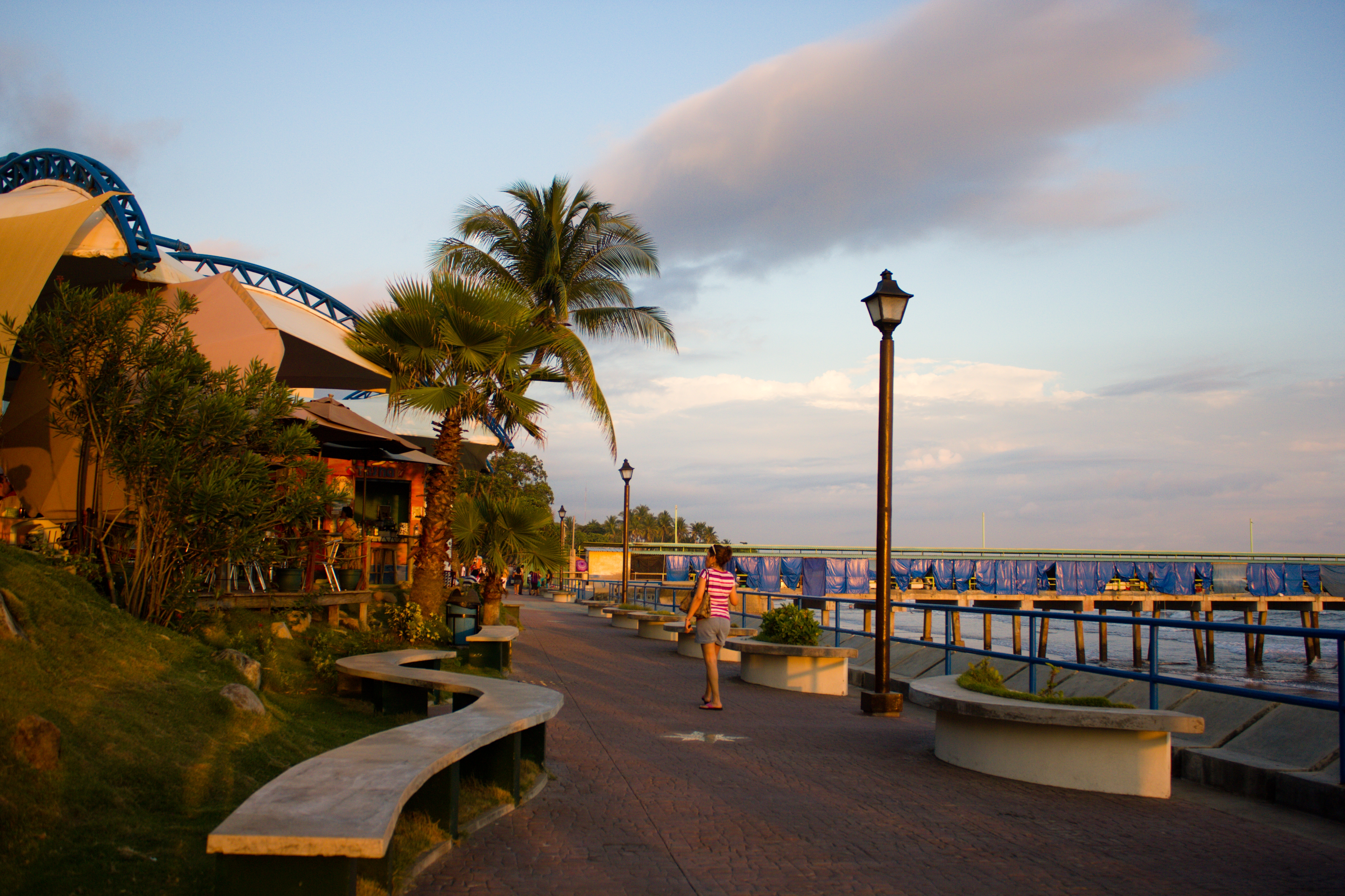
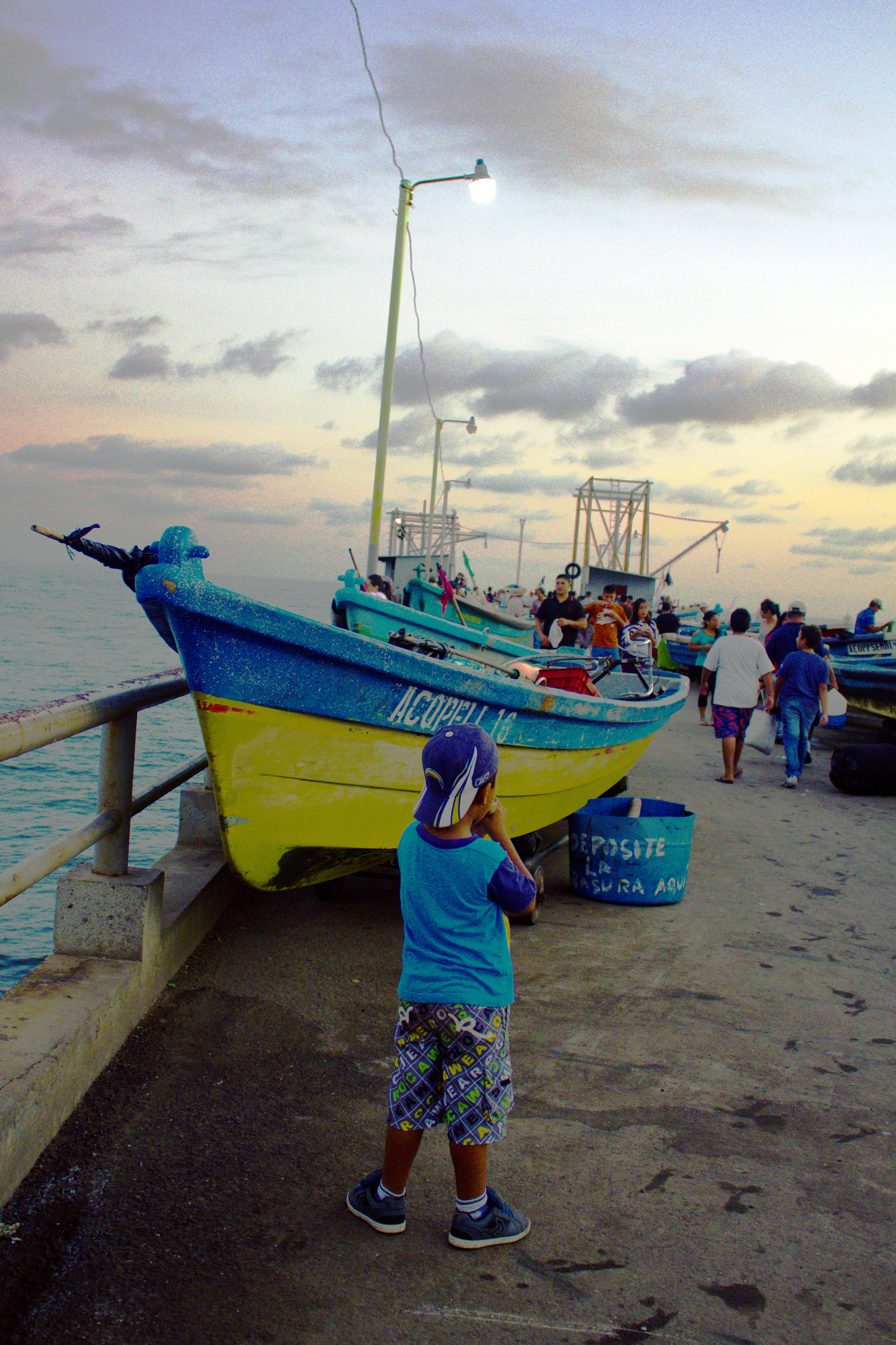
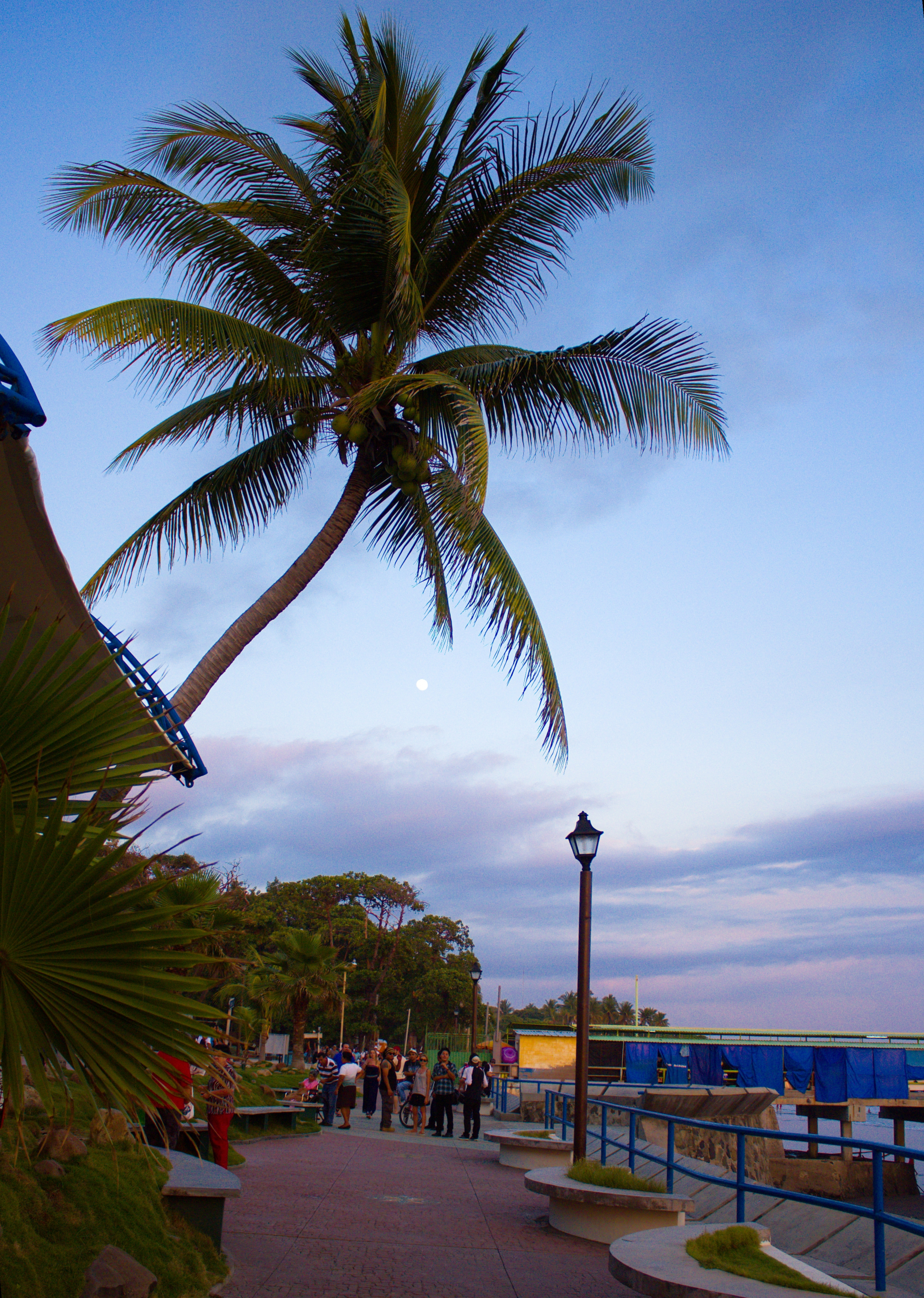
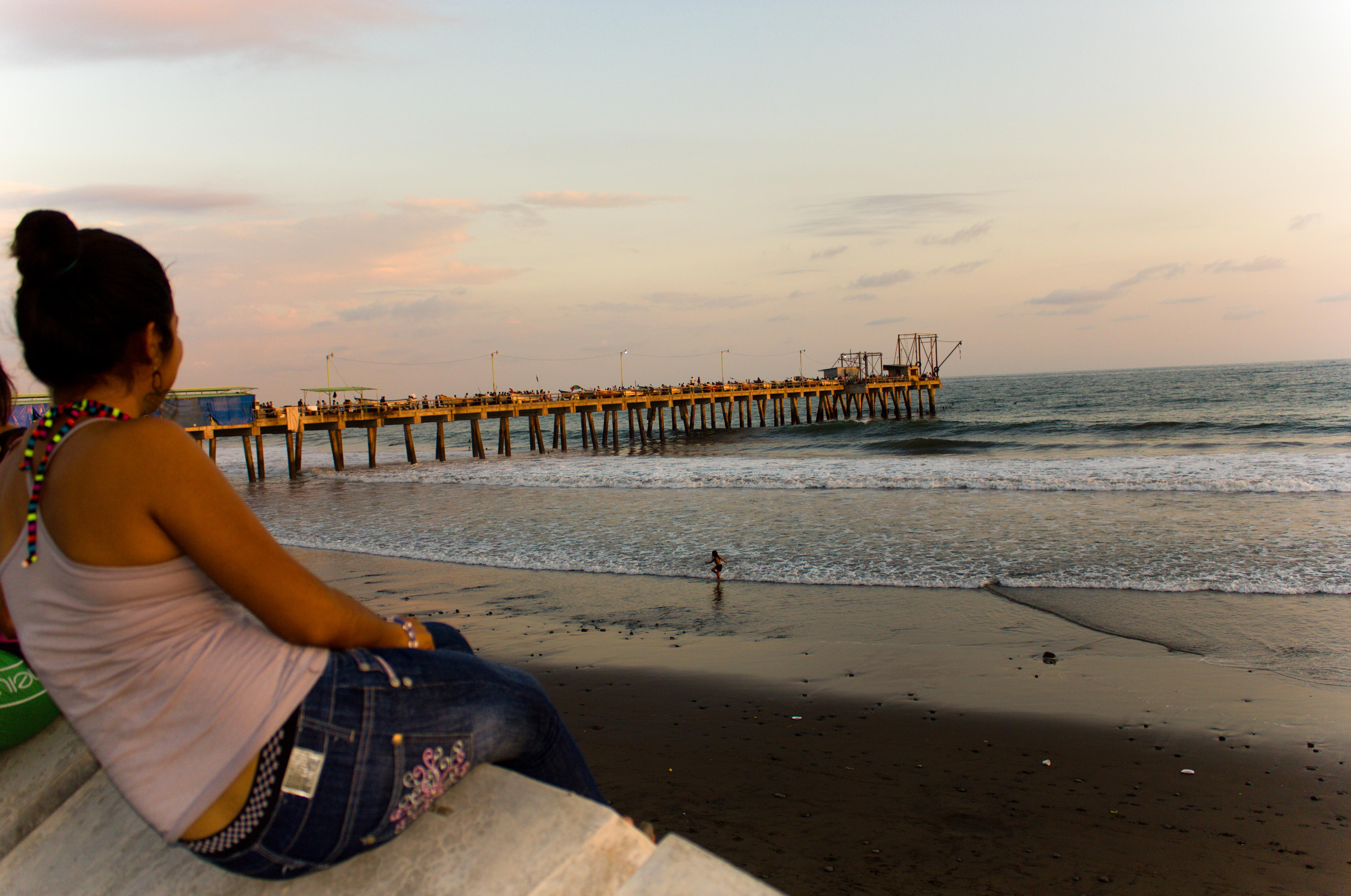